# Julián Carrillo
Julián Carrillo Trujillo (Ahualulco, 28 gennaio 1875 – Città del Messico, 9 settembre 1965) è stato un compositore, direttore d'orchestra, violinista e musicologo messicano, famoso per aver sviluppato una teoria della musica microtonale che ha soprannominato "Il tredicesimo suono" (Sonido 13).

## Biografia
Carrillo nacque il 28 gennaio 1875 ad Ahualulco, un villaggio nello stato di San Luis Potosí. Era l'ultimo dei 19 figli di Nabor Carrillo e Antonia Trujillo.

### Prima formazione
Carrillo cantava nel coro dei bambini della chiesa di Ahualulco. Il direttore del coro, Flavio F. Carlos, lo incoraggiò a studiare musica nella capitale dello stato, San Luis Potosí. Aveva in programma di studiare per due anni, per poi tornare ad Ahualulco come cantore in chiesa, ma alcuni problemi gli impedirono questo piano. Arrivò nella città di San Luis Potosí nel 1885 e iniziò a studiare con Flavio F. Carlos, che aveva insegnato a diverse generazioni di compositori di San Luis Potosí. Carrillo cominciò anche a lavorare nell'orchestra del suo insegnante, dove faceva il percussionista e in seguito il violinista.
Compose i suoi primi piccoli lavori per questa orchestra. A causa della situazione economica della sua famiglia, Carrillo lasciò presto i suoi studi di scuola elementare, ma continuò a lavorare nell'orchestra ed a studiare musica con Carlos. Nel 1894 Carrillo compose una messa che ebbe successo localmente. Questo, insieme a una lettera di raccomandazione del governo di San Luis Potosí, gli permise di andare a studiare al Conservatorio Nacional de Música.
A Città del Messico Carrillo fece rapidi progressi nel Conservatorio. Tra i suoi professori c'erano Pedro Manzano (violino), Melesio Morales (composizione) e Francisco Ortega y Fonseca (fisica, acustica e matematica).
Non avendo completato gli studi primari ignorava le basi acustiche della musica, quindi rimase affascinato quando Ortega discusse le leggi che regolavano la generazione di intervalli fondamentali nella musica. Ad esempio, quando una corda di violino viene premuta (bloccata) nel suo punto medio, produce un'intonazione doppia (un'ottava più alta) rispetto alla frequenza naturale della corda non premuta. Quando una corda viene premuta a un terzo, i rimanenti due terzi vibrano ad una quinta perfetta più alta della corda non premuta (quasi esattamente equivalente a 5/8 di un'ottava). Carrillo esplorò queste relazioni facendo esperimenti. Per un po' ci provò, ma non riuscì a dividere ulteriormente la corda in otto parti uguali. Quindi lasciò il tradizionale modo di dividere la corda in due, tre, quattro, cinque, sei, sette e otto parti uguali e, usando un rasoio per tenere bloccata la corda, divise la quarta corda del suo violino tra Sol e La in sedici parti. Poteva produrre sedici suoni chiaramente diversi all'interno di un intero tono.
Da quel momento in poi, si immerse nello studio delle basi fisiche e matematiche della musica. Nel 1899 il generale Porfirio Díaz, presidente del Messico, ascoltò Carrillo come violinista. Díaz rimase colpito e gli diede una borsa di studio speciale per studiare in Europa.

### Studi all'estero
Carrillo fu ammesso al Conservatorio Reale di Lipsia, dove studiò con Hans Becker (violino), Johann Merkel (pianoforte) e Salomon Jadassohn (composizione, armonia e contrappunto). Divenne primo violino in due orchestre: l'Orchestra del Conservatorio, diretta da Hans Sitt e l'Orchestra del Gewandhaus di Lipsia, diretta da Arthur Nikisch. Carrillo compose diverse opere a Lipsia, tra cui Sestetto in Sol Maggiore per due violini, due viole e due violoncelli (1900), e la Prima sinfonia in re maggiore per orchestra (1901). Carrillo diresse la l'Orchestra Reale del Conservatorio di Lipsia nella prima esecuzione della sua Prima Sinfonia.
Nel 1900 Carrillo partecipò al Congresso Internazionale di Musica a Parigi, presieduto da Camille Saint-Saëns. Presentò un documento, che il Congresso accettò e pubblicò, sui nomi dei suoni musicali. Proponeva che, poiché ogni nota è un suono, ogni nome di nota (do, re bemolle, ecc.) avrebbero dovuto essere composto da una singola sillaba. Propose 35 nomi monosillabici. Fece anche amicizia con Romain Rolland. Quando finì i suoi studi al Conservatorio di Lipsia, andò in Belgio per migliorare le sue capacità di violinista. Lì studiò con Hans Zimmer (che era stato studente di Eugène Ysaÿe) e fu ammesso al Conservatorio di Musica di Gand. Nel 1903 compose un Quartetto in Mi minore, che intendeva dare, "unità ideologica, [e] varietà tonale", alle forme classiche.

### Ritorno in Messico
Nel 1904 vinse il primo premio cum laude e con distinzione al Concorso internazionale di violino del Conservatorio di Gand. Nello stesso anno tornò in Messico, dove il presidente Díaz gli diede un violino Amati "come regalo da parte della nazione messicana" per la sua eccellente interpretazione in paesi stranieri. A Città del Messico Carrillo iniziò un intenso lavoro come violinista, direttore d'orchestra, compositore e insegnante. Fu nominato professore di storia (1906), composizione, contrappunto, fuga e orchestrazione nel 1908 dal Conservatorio Nazionale. Tra i suoi studenti c'era José Francisco Vázquez Cano che fondò la Scuola Libera di Musica e Declamazione, la Facoltà di Musica dell'Università Nazionale (UNAM) e la National University Philharmonic Orchestra (OFUNAM).
Altri illustri studenti erano Antonio Gómezanda (pianista e compositore), Rafael Ordoñez, Rafael Adame, Vicente Teódulo Mendoza (ricercatore del folclore messicano), Gerónimo Baqueiro Foster (compositore, storico e critico musicale), Daniel Ayala, José López Alavés (compositore della famosa canzone messicana Canción Mixteca), Rosendo Sánchez, Leticia Euroza, Angel Badillo, Felipe Cortés Texeira, Agustin Oropeza e Gabriel Gómez. Carrillo organizzò e diresse la Beethoven Symphony Orchestra (1909) e il Beethoven String Quartet (1910). Ha pubblicato Discursos sobre la música (Discorsi sulla musica, 1913) e Pláticas musicales (Discorsi musicali, 1914 e 1922). Nel 1910 presentò per la prima volta il suo Canto a la Bandera (Canto alla bandiera, con testi di Rafael López), che fu da allora uno dei canti ufficiali della Bandiera Patriottica Messicana.
Nel 1911 Carrillo fu il delegato ufficiale al Congresso Musicale di Roma ed al Congresso Musicale di Londra. Al primo presentò un rapporto: "Riformare le grandi forme di composizione per dare a sinfonie, concerti, sonate e quartetti unità ideologica e diversità tonale". Al secondo congresso sostenne la necessità di migliorare il livello artistico delle bande militari. Ogni rapporto fu approvato dal rispettivo congresso. Nel 1913 Carrillo fu nominato Preside del Conservatorio Nazionale. Qui modificò i programmi, ponendo maggiore enfasi sulla rigorosa preparazione tecnica musicale, oltre che sulla letteratura e sulla lingua spagnola. Quell'anno fu ammesso come membro della Società Messicana di Geografia e Statistica.

### Nascita del "Tredicesimo Suono"
Quando il governo di Victoriano Huerta fu rovesciato, Carrillo dovette fuggire negli Stati Uniti. A New York organizzò e diresse l'American Symphony Orchestra. Eseguì la sua prima sinfonia a New York. Il successo di questo lavoro fu così grande che un giornalista lo nominò "l'araldo di una dottrina musicale di Monroe". Nel 1916 Carrillo compose la musica per il film di David Wark Griffith, Intolerance. Sempre a New York Carrillo ha scritto la Thirteenth Sound Theory che fu pubblicata più tardi nel secondo volume di Musical Talks.

### Ritorno a casa
Nel 1918 tornò in Messico, dove fu scelto per dirigere la Orchestra Sinfonica Nazionale (1918-1924) che era stata l'Orchestra del Conservatorio. Fu anche nominato Preside del Conservatorio Nazionale (1920-1921). Carrillo guidò l'Orchestra Sinfonica Nazionale verso l'eccellenza delle prestazioni. Il famoso pianista Leopol'd Godovskij disse che l'orchestra era superiore alla New York Philharmonic Orchestra. L'Orchestra Sinfonica Nazionale era così popolare che poteva sostenersi con le proprie risorse economiche. Con la sua orchestra Carrillo presentò in Messico la musica di Bach, Mozart, Beethoven, Weber, Wagner, Ciajkovskij, Rimsky-Korsakoff, Richard Strauss, Saint-Saëns, Debussy e Ravel.
Diresse due festival di Beethoven nel 1920 e nel 1921. Fece conoscere anche i compositori messicani Manuel M. Ponce, Antonio Gómezanda, Juan León Mariscal e lui stesso, tra gli altri. Nel 1920 Julián Carrillo descrisse la sua Teoria del Tredicesimo Suono attraverso la stampa messicana e in conferenze. Affermava che, data l'evoluzione del sistema musicale, il prossimo passo della composizione musicale doveva essere l'uso di intervalli più piccoli dei mezzi toni. Citò esempi dei suoi precedenti esperimenti. La Teoria del Tredicesimo Suono  non fu ben accolta. Alcune persone entusiaste (la maggior parte degli studenti di Carrillo) la sostenevano, ma altri la attaccavano insieme al suo autore. Dissero che era impossibile percepire intervalli così piccoli ma, anche se possibile, Carrillo aveva rubato l'idea ai musicisti europei. L'avversario principale era il "Gruppo 9", composto da sette musicisti, un medico e un avvocato. I seguaci di Carrillo si organizzarono come "Gruppo 13". I due gruppi si confrontavano per difendere le proprie posizioni attraverso la stampa, le trasmissioni e le conferenze.
Questo dibattito è noto come Polemica sul tredicesimo suono e fu sostenuta principalmente dal quotidiano El Universal di Città del Messico. La polemica culminò con un concerto del Gruppo 13 il 15 febbraio 1925. Il programma comprendeva diverse composizioni di Carillo e dei suoi studenti in quarti, ottavi e sedici toni, eseguiti con strumenti adattati e voci appositamente addestrate. Da settembre a novembre 1925 Carrillo fece un'escursione del Tredicesimo suono attraverso diverse città del paese. Nel dicembre del 1925 Carrillo presentò il Tredicesimo suono a l'Avana. Nel 1926 arrivò a New York. Lì ha curato alcuni numeri della rivista musicale bilingue The Thirteenth Sound: The Herald of America's Musical Culture.
La Lega dei Compositori commissionò un lavoro microtonale. Scrisse la Sonata casi fantasía in quarti, ottavi e sedicesimi di tono. Fu eseguita per la prima volta in municipio il 13 marzo 1926. Poi Leopold Stokowski commissionò un lavoro a Carrillo, il Concertino in quarti, ottavi e sedicesimi di tono, che Stokowski e la Orchestra di Filadelfia eseguirono a New York e Filadelfia. A quel tempo Carrillo scrisse Leyes de Metamórfosis Musicales (Leggi sulla metamorfosi musicale), un metodo per trasformare le proporzioni tonali di un'opera. Ad esempio, i mezzi toni diventano toni interi e i toni interi diventano doppi toni, o i mezzitoni diventano quarti e i quarti diventano ottavi e così via. Inoltre queste leggi presentano un processo compositivo simile al serialismo. Scrisse anche Pre-Sonido 13: Rectificación básica al sistema musical clásico—Análisis físico musical (Pre-tredicesimo suono: rettifica essenziale al sistema musicale classico: analisi musicale fisica) e Teoría lógica de la música (Teoria logica della musica).
Quando tornò in Messico, il governo dello stato di San Luis Potosí lo onorò per il Tredicesimo suono. Dichiarò il 13 luglio (anniversario dell'esperimento del 1895) come Giornata d'onore dello Stato. La bandiera nazionale fu innalzata sopra la casa di Carrillo dalle 6 del mattino alle 6 del pomeriggio. Nonostante il riconoscimento governativo, Carrillo non ricevette sostegno economico per la sua rivoluzione musicale. Gli oppositori ostacolarono il suo lavoro come direttore d'orchestra e professore di musica. Dopo di che raramente fu invitato a dirigere in Messico e la sua musica fu raramente eseguita. L'ex preside del Conservatorio Musicale Nazionale e direttore principale dell'Orchestra Sinfonica Nazionale non ottenne mai più altri incarichi simili, nonostante le sue capacità ed esperienza. Doveva pagare per le sue ricerche musicali, realizzare strumenti musicali, pubblicare le sue composizioni, eccetera. Nel 1930 Carrillo organizzò la l'Orchestra del Tredicesimo Suono, in cui tutti gli strumenti musicali potevano eseguire microtoni.
Dal 1930 al 1931 Carrillo e Leopold Stokowski diressero questa orchestra. A New York, il 7 febbraio 1930, Ángel Reyes, preside del Gruppo del Tredisemi Suono di L'Avana, registrò il Preludio a Colón (Preludio a Cristoforo Colombo) per l'etichetta Columbia. Quell'anno la città di Ahualulco fu ufficialmente ribattezzata Ahualulco del Sonido 13. Nel 1934 Carrillo pubblicò La revolución musical del Sonido 13, che forniva i retroscena storici della sua rivoluzione. Nel 1940 pubblicò un altro libro, Génesis de la Revolución Musical del Sonido 13 (Genesi della rivoluzione musicale del tredicesimo suono).

### Pianoforti e trasformazioni
Nel 1940, Carrillo brevettò quindici pianoforti a metamorfosi per produrre toni interi, terzi, quarti, quinti, sesti, settimi, ottavi, noni, decimi, undicesimi, dodicesimi, quattordicesimi, quindicesimi e sedicesimi di tono. Ogni piano produceva un gruppo di intervalli, ma tutti questi pianoforti hanno gruppi di 96 tasti diversi dai normali pianoforti. Il piano con quarti di tono potrebbe produrre quattro ottave complete e il piano con i sedicesimi solo una. Al contrario il pianoforte di Wishnegradsky per i quarti di tono ha due gruppi di 96 tasti. Nel 1941 Carrillo pubblicò Método racional de solfeo (Metodo razionale del solfeggio). La sua idea guida era che una persona deve procedere da cose conosciute per scoprire cose nuove. Quindi i suoi esercizi per cantare sono variazioni sull'Inno Nazionale Messicano. Nel 1947 condusse esperimenti alla New York University esaminando la legge sul nodo che prevaleva all'epoca e dimostrò che doveva essere modificata. Il suo ragionamento era il risultato del fatto che un nodo non è un punto matematico ma un punto fisico. Se una corda di violino viene bloccata al di sotto della metà, la frequenza della frazione suonata è più del doppio della frequenza della sua nota di base.
Carrillo in seguito estese il suo lavoro alla fisica musicale (la legge del nodo e la legge armonica) in Dos leyes de física musical (Due leggi di fisica musicale, Città del Messico, 1956). Nel 1949 il primo pianoforte trasformato fu realizzato per i terzi di tono e Carrillo lo portò l'anno successivo al Conservatorio musicale di Parigi. In Francia incontrò Jean-Etienne Marie, che diffuse le teorie di Carrillo in Europa.
Carrillo tenne conferenze in Francia, Spagna e Belgio. Nel 1951 realizzò un concerto nel Teatro Esperanza Iris di Città del Messico per dimostrare le leggi della metamorfosi musicale. Quell'anno, a Pittsburgh, Leopold Stokowski eseguì per la prima volta Horizontes: Poema sinfónico (Orizzonti: Poema sinfonico per violino, violoncello e arpa in quarti, ottavi e sedicesimi di tono). Il concerto ebbe un tale successo che Stokowski dovette ripetere il lavoro per intero. L'anno successivo Stokowski eseguì Horizontes a Washington, Baltimora e Minneapolis. Nel 1954 donò un pianoforte trasformato per i terzi di tono alla Schola Cantorum di Parigi. Nel 1956 il presidente della Francia decorò Carrillo con il distintivo di Cavaliere della Legion d'Onore. Il governo della Germania decorò Carrillo con la Grande Croce dell'Ordine al merito. Nel 1958 Carrillo mostrò i suoi 15 pianoforti a metamorfosi all'Esposizione Universale di Bruxelles. Vinsero una medaglia d'oro. Poi i pianoforti furono mostrati nella Gaveau Hall di Parigi. Julián Carrillo, Ivan Vyšnegradskij e Alois Hába si incontrarono a Parigi dove parteciparono tutti al Congresso Internazionale della Musica quell'anno. Carrillo si esibì in concerto all'UNESCO.

### Ultimi anni

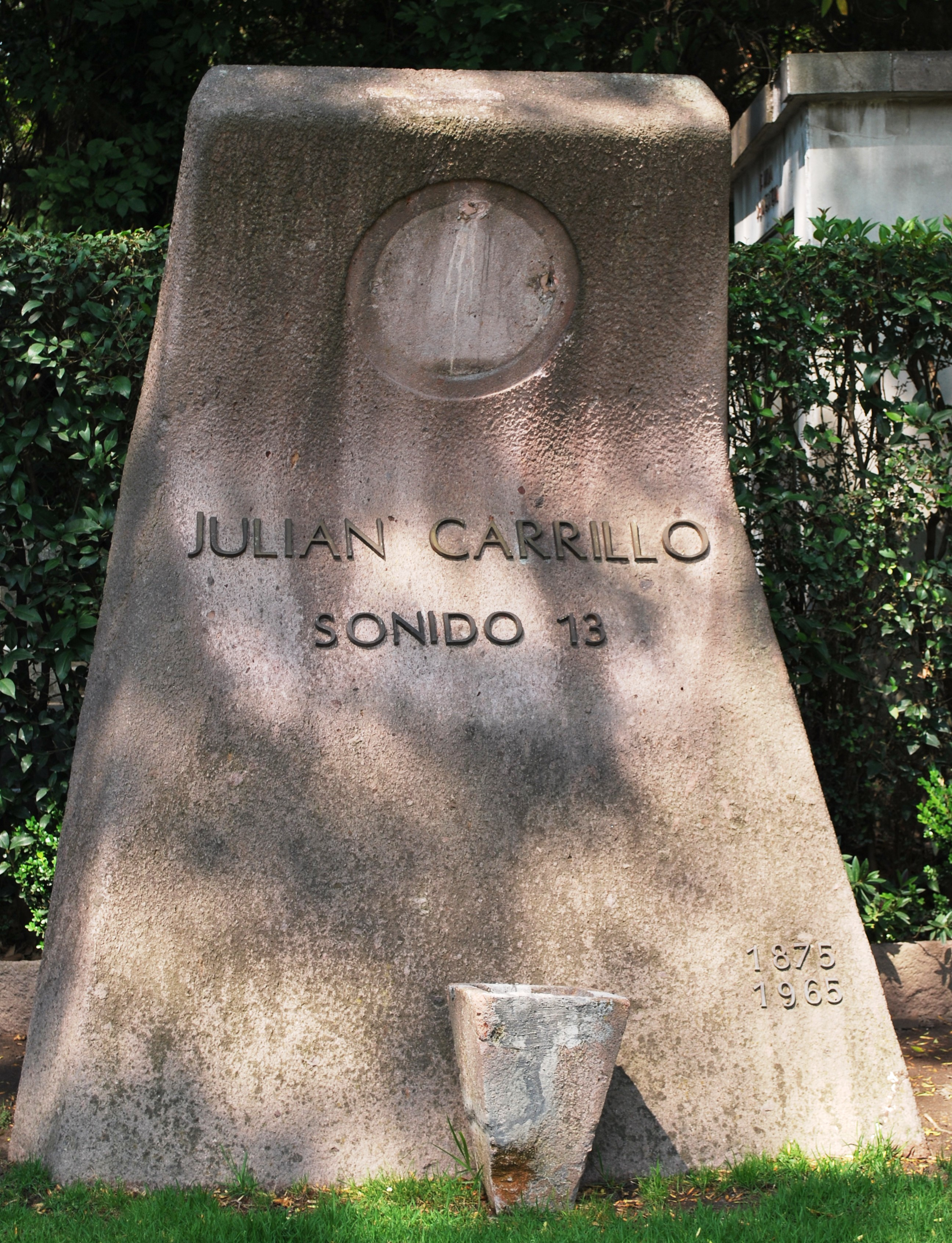
Tomba di Julian Carrillo nel cimitero Panteon Civil de Dolores a Città del Messico

Tra il 1960 e il 1965 Carrillo registrò una trentina di opere musicali con l'Orchestra Sinfonica dell'Associazione dei Concerti di Lamoureaux con noti musicisti francesi come Jean-Pierre Rampal, Bernard Flavigny, Robert Gendre e Reine Flachot. Questi dischi sono stati prodotti dalla Philips a Parigi. Jean-Etienne Marie era il tecnico del suono. Nel 1960 Carrillo compose il suo Canon atonal a 64 voces (Canone atonale a 64 voci); la Misa de la Restauración dedicada a Juan XXIII (Messa della Restaurazione dedicata a Papa Giovanni XXIII per voci maschili a cappella in quarti di tono); Balbuceos (Babbles per pianoforte trasformato in sedicesimi di tono e orchestra).
Quest'ultima opera fu commissionata da Leopold Stokowski e rappresentata per la prima volta a Houston. A Parigi, nel 1963, Carrillo vinse il Great Award of Latin American Music. Tenne conferenze nell'ambasciata messicana a Londra e fu intervistato dalla BBC. The Times di Londra pubblicò un articolo dal loro corrispondente di Città del Messico:
sconvolto e poi ha rifatto la nostra scala cromatica e potremmo essere tentati di chiamarlo il separatore atomico della musica, tranne per il fatto che il nome non dà alcuna idea del ricco mondo emotivo che ha aperto.... Questa è stata una rivoluzione più sorprendente di quando Terpander, in Grecia 26 secoli fa, aggiunse due note alla scala dei cinque toni cinesi.»
Nel 1964 Robert Gendre eseguì la prima del Primo concerto per violino di Carrillo in quarti di tono. Quell'anno Carrillo scrisse diverse opere: tre sonate per viola in quarti di tono, una Sonata per violino in quarti di tono, il Secondo Concerto per violino in quarti di tono e diversi canoni atonali. Il governo del Messico gli conferì la Medaglia al merito civico per l'anniversario del Canto a la Bandera (Canzone alla Bandiera Nazionale del Messico).
Nel 1965 l'URSS invitò Carrillo a esibirsi in diversi concerti in tutto il paese, ma morì prima che potesse divenire una realtà. Vinse anche il Premio Sibelius della Finlandia, con l'aiuto dei più importanti istituti musicali di Francia, Argentina, Brasile e Messico, ma la sua morte gli impedì di riceverlo personalmente. Carrillo morì a Città del Messico il 9 settembre 1965. Il suo corpo fu collocato nella Rotonda de los Hombres Ilustres (Rotonda delle Persone Illustri).